# Quarter Note (山崎まさよしのアルバム)
『Quarter Note』（クォーターノート）は、山崎まさよし通算12枚目のオリジナルアルバム。2019年11月13日発売。制作はEMI Records、発売・販売元はユニバーサルミュージック合同会社。規格品番は特別盤がUPCH-29350/1、通常盤がUPCH-20539。

## 解説
- 前作『LIFE』以来、約3年ぶりとなるフルアルバム。
- アルバムタイトルである「Quarter Note」とは、「四分音符」のほかに、デビュー25周年(Quarter=四半世紀)という意味も込められている[2]。
- アルバム収録曲のうち、「Regression」「愛にコリータ」「ロートルボクサー」「インターバル」は、過去の未発表トラックに歌詞を書き下ろして作成した[3]。特に「ロートルボクサー」は十数年前にすでにフルでデモが出来ていたものに歌詞を書き下ろし、メロディーラインを若干変更して完成させた[4]。
- 「Eyes On You」は映画『君から目が離せない ～Eyes On You～』の主題歌。映画は山崎自身の初主演映画『月とキャベツ』の篠原哲雄が監督を務めた。鼻歌を劇中で歌うということが決まっていたため、メロディから曲を完成させていったという[5]。
- 「ロートルボクサー」はミュージック・ビデオが作成され、元プロボクサーの山中慎介と共演した[3]。
- 「影踏み」は自身が主演を務めた映画『影踏み』の主題歌。2019年9月14日に『影踏み movie ver.』として別バージョンが配信されている。曲は、クランクアップ後、大まかな編集で繋いだ作品を観ながら作曲された。当初プロデューサーである松岡周作からは「バラードで、ある種感動的な曲」を期待されていたが、エンドロールに流れる曲として、曲だけが勝手にひとりはしゃいでいたら違うと考え、ノスタルジックな旋律で、映画で描かれなかった心情やシチュエーションを歌うことを意識して作曲したという[6]。2019年11月22日に音楽番組ミュージックステーションに映画『影踏み』の共演者である北村匠海とともに出演し、二人で歌唱した。山崎はこの共演について「この歌は映画のストーリーの補足であったり描かれなかった部分を歌詞に落とし込んだので、拓海くんと歌うのは意味がある」と述べている[7]。北村は2019年の「Augusta Camp 2019」でもサプライズで出演し、同曲を披露した。
- アルバム最終トラックの「FIND SONG」は「平成が終わる、ということを意識して書いた曲」だという[4]。

- 特別盤に付属するCDには、映画『影踏み』のサウンドトラックが収録されている。

## 収録曲
| 全作詞・作曲: 山崎将義。 | |          |            |      |
| #                        | タイトル | 作詞     | 作曲・編曲 | 時間 |
| 1.                       | 「Regression」                                                                                               | 山崎将義 | 山崎将義   | 4:40 |
| 2.                       | 「愛にコリータ」                                                                                             | 山崎将義 | 山崎将義   | 4:12 |
| 3.                       | 「Eyes On You」(35thシングル『アイムホーム』のカップリングに収録。)                                          | 山崎将義 | 山崎将義   | 4:55 |
| 4.                       | 「ロートルボクサー」(2002年頃のアウトテイクを元に作られた楽曲。)                                             | 山崎将義 | 山崎将義   | 4:58 |
| 5.                       | 「プロフィール」                                                                                             | 山崎将義 | 山崎将義   | 4:17 |
| 6.                       | 「知らんけど」                                                                                               | 山崎将義 | 山崎将義   | 3:03 |
| 7.                       | 「アイムホーム」                                                                                             | 山崎将義 | 山崎将義   | 4:23 |
| 8.                       | 「回想電車」(2019年3月6日配信のデジタルシングル。近畿日本鉄道『語りたくなる、伊勢志摩。』CMソング。)         | 山崎将義 | 山崎将義   | 4:19 |
| 9.                       | 「影踏み」(映画『影踏み』の主題歌。2019年9月14日に『影踏み movie ver.』として別バージョンが配信されている。) | 山崎将義 | 山崎将義   | 5:29 |
| 10.                      | 「インターバル」                                                                                             | 山崎将義 | 山崎将義   | 5:41 |
| 11.                      | 「Find Song」                                                                                                | 山崎将義 | 山崎将義   | 3:34 |

### Disc2（CD）
| 全作詞・作曲: 山崎将義。 |                                        |          |            |      |
| #                        | タイトル                               | 作詞     | 作曲・編曲 | 時間 |
| 1.                       | 「Theme of MAKABE -Piano-」            | 山崎将義 | 山崎将義   | 2:57 |
| 2.                       | 「Theme of MAKABE -All Instrumental-」 | 山崎将義 | 山崎将義   | 2:57 |
| 3.                       | 「Theme of HISAKO -Piano-」            | 山崎将義 | 山崎将義   | 2:42 |
| 4.                       | 「Theme of HISAKO -All Instrumental-」 | 山崎将義 | 山崎将義   | 2:41 |
| 5.                       | 「Theme of YOKO -Piano-」              | 山崎将義 | 山崎将義   | 2:01 |
| 6.                       | 「Theme of YOKO -All Instrumental-」   | 山崎将義 | 山崎将義   | 2:02 |
| 7.                       | 「Sun & Moon」                         | 山崎将義 | 山崎将義   | 3:21 |
| 8.                       | 「Sun & Moon -Instrumental-」          | 山崎将義 | 山崎将義   | 3:17 |